# Pettenkoferien
Als Pettenkoferien, benannt nach dem deutschen Chemiker und Begründer der Hygiene Max von Pettenkofer, bezeichnete der deutsche Mikrobiologe Philalethes Kuhn in den 1930er Jahren Strukturen, die er unter bestimmten Bedingungen in Bakterienkulturen beobachtete. Er setzte dazu dem Nährboden der Kulturen Lithiumsalze zu. Neben der ursprünglichen Form der Bakterien beobachtete er dabei das Auftreten von Faden- und Kugelformen sowie von großen, geschwollenen und granulierten Zellen, die er A-Form nannte. Diese stellte nach seiner Ansicht einen protozoen-ähnlichen Parasiten dar, der in der Lage sei, in die Bakterienzellen einzudringen und mit diesen in Symbiose zu leben.
Die großen Formen dieser von ihm als Pettenkoferien bezeichneten Parasiten entstünden dabei durch Verschmelzung einer kleinen Form. Diese beobachtete er ebenfalls in seinen Kulturen in Form winziger Körnchen und nahm an, dass es sich um Sporen der Parasiten handeln müsse. Beim Zugrundegehen von befallenen Bakterien würden die Bakterienzellen in unregelmäßige Teilstücke zerfallen, die aus den beiden Formen der Parasiten bestehen. Seine Theorien zum Entwicklungszyklus der Pettenkoferien waren dabei hypothetischer Natur und beruhten im Gegensatz zu seinen Beobachtungen des Auftretens der Pettenkoferien nicht auf experimentellen Studien.

## Historische Bedeutung
Die durch den kanadischen Mikrobiologen Félix Hubert d’Hérelle im Jahr 1917 beschriebene „unsichtbare, dem Ruhrbazillus entgegenwirkende Mikrobe“, die zur damaligen Zeit zum Teil auch als d’Hérellesches Phänomen bezeichnet wurde, sah Kuhn als Sonderfall des Auftretens und Vermehrens der durch ihn beschriebenen Parasiten. Wie sich später zeigte, stellten die Arbeiten von d’Hérelle die Entdeckung der Bakteriophagen dar, also von Viren, die Bakterien infizieren. Im Gegensatz dazu beruhten die Beobachtungen von Kuhn auf Formveränderungen der untersuchten Bakterien als Reaktion auf die von ihm gewählten besonderen Kulturbedingungen und nicht, wie von ihm postuliert, auf einem Parasiten.
In der Zeit von etwa 1920 bis 1935, in der Kuhn eine Reihe von Arbeiten zu den Pettenkoferien veröffentlichte, gewann auch die vor allem auf den Arbeiten von Ernst Bernhard Almquist, Felix Löhnis, Günther Enderlein und bereits zuvor von Antoine Béchamp beruhende Theorie der Bakteriencyclogenie vorübergehend an Bedeutung. Diese geht von einem auf- und absteigenden Entwicklungskreislauf aller Mikroorganismen zwischen einfacheren und komplexeren Formen mit je nach morphologischer Form ungeschlechtlicher oder geschlechtlicher Fortpflanzung aus, um die von Béchamp als Pleomorphismus bezeichnete Vielgestaltigkeit der verschiedenen Bakterienformen zu erklären. 
Im Gegensatz dazu stand die bereits damals mehrheitlich akzeptierte Theorie des Monomorphismus, die vor allem auf Louis Pasteur und Robert Koch zurückgeht und heute die Grundlage der Mikrobiologie bildet. Dieser Auffassung zufolge ist eine Umwandlung unterschiedlicher Mikroorganismenarten ineinander nicht möglich. Die verschiedenen unter bestimmten Bedingungen beobachteten Formen sind lediglich Reaktionen der jeweils gleichen Bakterienart auf äußere Reize. In der Debatte zwischen den Vertretern des Pleomorphismus und denen des Monomorphismus war die von Kuhn vertretene Theorie eines Bakterienparasiten lediglich eine Minderheitsmeinung, die von beiden Seiten abgelehnt wurde.